# Вега-Аранго, Фелипе
Фелипе Вега-Аранго Алонсо — испанский футбольный тренер, который впервые возглавил сборную Соломоновых Островов по футболу в 2017 году и был повторно назначен тренером в июне 2021 года. Действующий главный тренер сборной Папуа — Новой Гвинеи.

## Личная Жизнь
Вега-Аранго — сын Мануэля Вега-Аранго, бывшего президента испанской команды «Спортинг де Хихон».

## Соломоновы Острова
Заняв пост технического директора Федерации футбола Соломоновых островов в марте 2017 года после отправки своего резюме в различные футбольные ассоциации по всему миру, Вега-Аранго одновременно занимал должность тренера национального отбора страны, выиграв его первую ответственную игру с победой со счетом 3: 2 над Папуа-Новой Гвинеей на групповом этапе отборочных этапов чемпионата мира по футболу FIFA 2018. За этим последовала ещё одна победа со счетом 2:1.
Перед решающим матчем в Конфедерации футбола Океании против Новой Зеландии за участие в чемпионате мира по футболу 2018 года он заявил, что его подопечные готовы к раунду, только для того, чтобы проиграть Всем белым 6-1. Несмотря на то, что шансы на победу с разницей в пять мячей в следующем матче были низкими, Вега-Аранго утверждал, что его амбиции заключались в том, чтобы выиграть второй раунд. В конце концов, он привел команду к ничье 2-2.
Аранго был повторно назначен главным тренером национальной сборной Соломоновых Островов по футболу в июне 2021 года.